# Jambudipa (Warungkondang)
Jambudipa is een bestuurslaag in het regentschap Cianjur van de provincie West-Java, Indonesië. Jambudipa telt 8179 inwoners (volkstelling 2010).